# Ouriçangas
Ouriçangas là một đô thị thuộc bang Bahia, Brasil. Đô thị này có diện tích 148,166 km², dân số năm 2007 là 8048 người, mật độ 54,32 người/km².